# Muszkarów
Muszkarów – wieś na Ukrainie w rejonie czortkowskim należącym do obwodu tarnopolskiego, położona w zakolu rzeki Seret.